# Кура Окльо
Кура Окльо (*д/н —1539) — дружина-сестра імператора інків Манко II у 1533–1539 роках.

## Життєпис
Походила з династії Верхнього Куско. Донька Сапа Інки Уайни Капака та наложниці. За час володарювання Уаскара перебувала у Куско, підтримуючи останнього у боротьбі проти Атавальпи. Після перемоги останнього зуміли уникнути страти та втекти з Куско.
Після страти Атауальпи іспанцями 1533 року приєдналася до інків у гірській місцині. Того ж року стала дружиною свого зведеного брата Манко Юпанкі. Її сини — Сайрі Тупак та Тіто Кусі — надалі стали володарями інків. У 1536 році підтримала свого брата-чоловіка у боротьбі проти іспанських конкістадорів. Надихала інкських вояків на боротьбу з ворогом. Брала активну участь в облозі Куско.
У 1537–1538 роках відзначилася у битві при Ольянтайтамбо та Онкой, організувавши загін жінок-вояків. Проте у 1539 році під час однієї з битв з іспанцями була схоплена іспанцями, які намагалися змусити її чоловіка здатися в обмін на життя Кура Окльо. Зрештою її було страчено, прив'язавши до дерева та закидавши камінням (за іншою версією — вистрілами з луків).